# Червеногуш пчелояд
Червеногушият пчелояд (Nyctyornis amictus) е вид птица от семейство Meropidae.

## Разпространение и местообитание
Разпространен е в Бруней, Индонезия, Малайзия, Мианмар и Тайланд.